# Limnophila trichophylla
Limnophila trichophylla är en grobladsväxtart som först beskrevs av Komarov, och fick sitt nu gällande namn av Komarov. Limnophila trichophylla ingår i släktet Limnophila och familjen grobladsväxter. Inga underarter finns listade i Catalogue of Life.